# Миноносцы типа S-53
Эскадренные миноносцы типа S-53 — тип эскадренных миноносцев (по официальной классификации германского флота — больших миноносцев), состоявший на вооружении Военно-морского флота Германии в первой четверти XX века, в том числе в период Первой мировой войны. Всего было построено 14 миноносцев этого типа (в период 1915 — 1917 годов.).
Во время Первой мировой войны погибло 7 из 14 миноносцев этого типа: S-57 — S-59, S-61, S-62, S-64 — S-66. Все они, кроме S-61, погибли в результате подрыва на минах, из них три в Финском заливе. Большинство из оставшихся 7 миноносцев были интернированы союзниками и затоплены в Скапа-Флоу.

## Конструкция
Практически повторяли тип S-49, от предшественников отличались увеличенной на 3,5 м длиной и большим запасом топлива.

### Энергетическая установка
На кораблях типа в качестве ГЭУ были установлены две турбины Шихау и одна маршевая турбина общей мощностью 24 000 л. с., 3 военно-морских нефтяных котла. Максимальные запасы топлива на миноносцах типа составляли 305 тонн нефти.

### Вооружение
Миноносцы вооружались 3×1 88-мм/45 орудиями, позднее заменённые тремя 105-мм орудиями. Миноносец S-60 уже во время постройки вооружили новыми 105-мм орудиями. Торпедное вооружение эсминцев состояло из шести (2×1,2×2) 500-мм торпедных аппаратов.